# Нофалия
Эн-Нофилия (араб. النوفلية‎) — населённый пункт в пустыне в муниципалитете Сурт в Ливии.
Город расположен в прежнем муниципалитете Бен Джавада, приблизительно в 20 км к западу от Бен Джавада и в 15 км к юго-востоку от Увайджы.
В феврале 2015 года город был захвачен Исламским государством.